# عثمان دمبله
عثمان دمبله (فرانسوی: Ousmane Dembélé‎) (زادهٔ ۱۵ مهٔ ۱۹۹۷) بازیکن فوتبال فرانسوی است که برای باشگاه فوتبال پاری سن-ژرمن و تیم ملی فوتبال فرانسه در پست مهاجم و وینگر بازی می‌کند.
دمبله حرفه خود را در رن، پیش از پیوستنش به بروسیا دورتموند در سال ۲۰۱۶ آغاز کرد. او با دورتموند به قهرمانی در جام حذفی آلمان رسید و در فینال این جام گلزنی کرد. او سال بعد با مبلغ اولیه ۱۰۵ میلیون یورو به بارسلونا پیوست که دومین بازیکن فوتبال گران‌قیمت جهان به همراه پل پوگبا شد. او در اولین فصل حضورش با بارسلونا (فصل ۱۸–۲۰۱۷) قهرمان لالیگا و کوپا دل ری شد.
پدر و مادر دمبله اهل کشور مالی می باشند 
در رده ملی پس از ۲۰ بازی و به ثمر رساندن ۵ گل در سطح جوانان فرانسه، استعداد دمبله توجهات را به خود جلب کرد، در ۱۹ سالگی به تیم ملی بزرگسالان فرانسه دعوت شد و در سال ۲۰۱۶ اولین بازی ملی‌اش را تجربه کرد. او به عنوان یکی از اعضای تیم فرانسه به جام جهانی ۲۰۱۸ روسیه رفت و قهرمانی در این جام را جشن گرفت.
از باشگاه‌هایی که دمبله در آن‌ها بازی کرده می‌توان به باشگاه فوتبال رن، باشگاه فوتبال بروسیا دورتموند ، باشگاه فوتبال بارسلونا و پاری سن-ژرمن اشاره کرد.

## آمار حرفه‌ای

### باشگاهی
تا تاریخ ۲۸ آوریل   ۲۰۲۵ 
| باشگاه              | فصل                 | لیگ                 | لیگ    | لیگ  | جام حذفی | جام حذفی | جام لیگ | جام لیگ | اروپا  | اروپا | دیگر   | دیگر | کل     | کل   |
| باشگاه              | فصل                 | دسته                | حضورها | گل‌ها | حضورها   | گل‌ها     | حضورها  | گل‌ها    | حضورها | گل‌ها  | حضورها | گل‌ها | حضورها | گل‌ها |
| ------------------- | ------------------- | ------------------- | ------ | ---- | -------- | -------- | ------- | ------- | ------ | ----- | ------ | ---- | ------ | ---- |
| رن                  | ۲۰۱۴-۱۵             | لیگ ۱               | ۱۸     | ۱۳   | ۰        | ۰        | ۰       | ۰       | ۰      | ۰     | ۰      | ۰    | ۱۸     | ۱۳   |
| رن                  | ۱۶–۲۰۱۵             | لیگ ۱               | ۴      | ۰    | ۰        | ۰        | ۰       | ۰       | —      | —     | —      | —    | ۴      | ۰    |
| مجموع رن            | مجموع رن            | مجموع رن            | ۲۲     | ۱۳   | ۰        | ۰        | ۰       | ۰       | ۰      | ۰     | ۰      | ۰    | ۲۲     | ۱۳   |
| بروسیا دورتموند     | ۱۷–۲۰۱۶             | بوندس‌لیگا           | ۳۲     | ۶    | ۶        | ۲        | —       | —       | ۱۰     | ۲     | ۱      | ۰    | ۴۹     | ۱۰   |
| بروسیا دورتموند     | ۱۸–۲۰۱۷             | بوندس‌لیگا           | ۰      | ۰    | ۰        | ۰        | —       | —       | ۰      | ۰     | ۱      | ۰    | ۱      | ۰    |
| بروسیا دورتموند     | مجموع دورتموند      | مجموع دورتموند      | ۳۲     | ۶    | ۶        | ۲        | —       | —       | ۱۰     | ۲     | ۲      | ۰    | ۵۰     | ۱۰   |
| بارسلونا            | ۱۸–۲۰۱۷             | لا لیگا             | ۱۷     | ۳    | ۳        | ۰        | —       | —       | ۳      | ۱     | —      | —    | ۲۳     | ۴    |
| بارسلونا            | ۱۹–۲۰۱۸             | لا لیگا             | ۲۹     | ۸    | ۴        | ۲        | —       | —       | ۸      | ۳     | ۱      | ۱    | ۴۲     | ۱۴   |
| بارسلونا            | ۲۰–۲۰۱۹             | لا لیگا             | ۵      | ۱    | ۰        | ۰        | —       | —       | ۴      | ۰     | ۰      | ۰    | ۹      | ۱    |
| بارسلونا            | ۲۱–۲۰۲۰             | لا لیگا             | ۳۰     | ۶    | ۶        | ۲        | —       | —       | ۶      | ۳     | ۲      | ۰    | ۴۴     | ۱۱   |
| بارسلونا            | ۲۲–۲۰۲۱             | لا لیگا             | ۲۱     | ۱    | ۱        | ۱        | —       | —       | ۹      | ۰     | ۱      | ۰    | ۳۲     | ۲    |
| بارسلونا            | ۲۳–۲۰۲۲             | لا لیگا             | ۲۵     | ۵    | ۲        | ۲        | —       | —       | ۶      | ۱     | ۲      | ۰    | ۳۵     | ۸    |
| مجموع بارسلونا      | مجموع بارسلونا      | مجموع بارسلونا      | ۱۲۷    | ۲۴   | ۱۶       | ۷        | ۰       | ۰       | ۳۶     | ۸     | ۶      | ۱    | ۱۸۵    | ۴۰   |
| پاری سن-ژرمن        | ۲۴–۲۰۲۳             | لیگ ۱               | ۲۸     | ۳    | ۴        | ۱        | ۱۱      | ۲       | ۶      | ۰     | ۱      | ۰    | ۵۰     | ۶    |
| پاری سن-ژرمن        | ۲۰۲۴-۲۵             | لیگ ۱               | ۲۸     | ۲۱   | ۳        | ۳        | ۱۲      | ۷       | ۱      | ۱     | ۰      | ۰    | ۴۴     | ۳۲   |
| مجموع پاریس سن ژرمن | مجموع پاریس سن ژرمن | مجموع پاریس سن ژرمن | ۵۴     | ۲۴   | ۷        | ۴        | ۲۳      | ۹       | ۷      | ۱     | ۱      | ۰    | ۹۴     | ۳۸   |
| مجموع آمار          | مجموع آمار          | مجموع آمار          | ۲۶۱    | ۷۹   | ۳۱       | ۱۳       | ۱       | ۰       | ۶۹     | ۱۹    | ۱۱     | ۲    | ۳۷۲    | ۱۱۳  |

### بازی‌های ملی

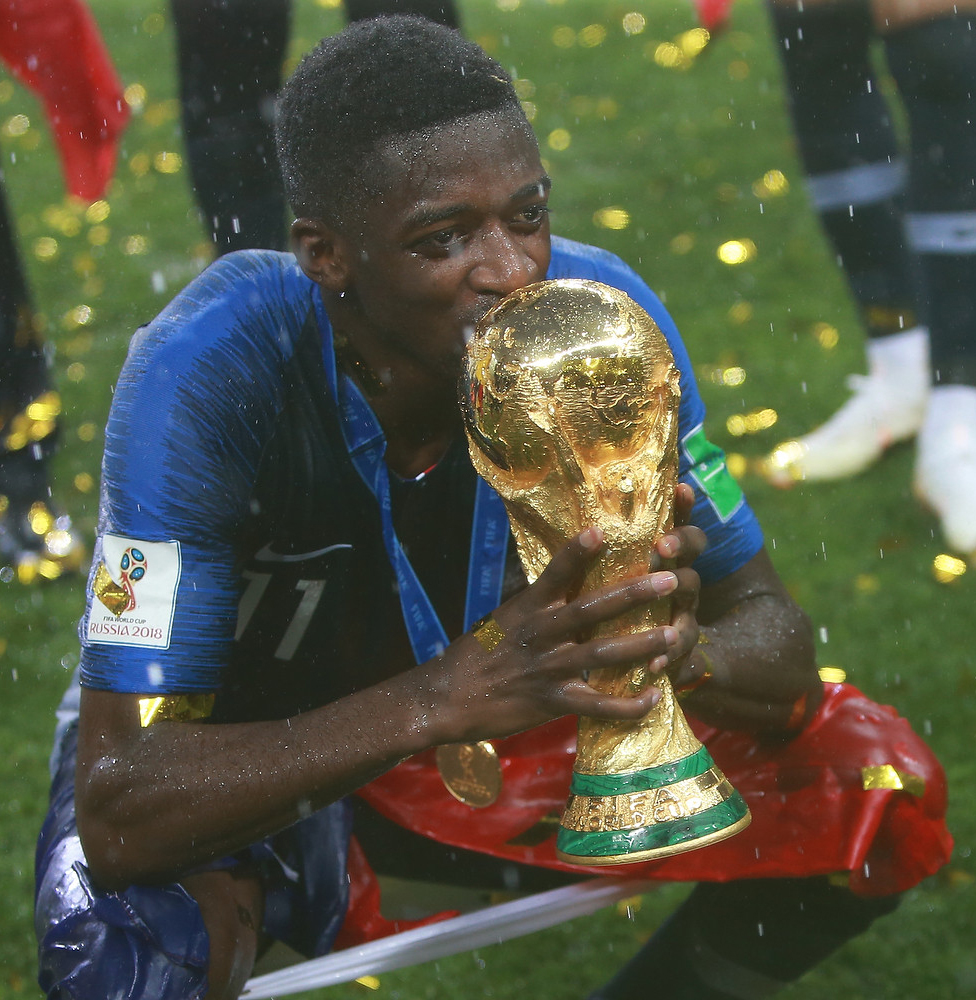
قهرمانی عثمان دمبله با فرانسه در جام جهانی فوتبال ۲۰۱۸

تا تاریخ ۱۸ نوامبر ۲۰۲۳
| فرانسه | فرانسه | فرانسه | فرانسه |
| سال    | بازی   | گل     | پاس گل |
| ------ | ------ | ------ | ------ |
| ۲۰۱۶   | ۳      | ۰      | ۰      |
| ۲۰۱۷   | ۴      | ۱      | ۱      |
| ۲۰۱۸   | ۱۴     | ۱      | ۰      |
| ۲۰۲۱   | ۶      | ۲      | ۰      |
| ۲۰۲۲   | ۸      | ۰      | ۲      |
| ۲۰۲۳   | ۷      | ۱      | ۰      |
| ۲۰۲۴   | ۱۱     | ۱      | ۰      |
| ۲۰۲۵   | ۲      | ۱      | ۰      |
| مجموع  | ۵۵     | ۷      | ۳      |

### گل‌های ملی
| شماره | تاریخ          | میزبان | بازی ملی | حریف     | نتیجه | رقابت                         |
| ----- | -------------- | ------ | -------- | -------- | ----- | ----------------------------- |
| ۱     | ۱۳ ژوئن ۲۰۱۷   | سن دنی | ۷        | انگلستان | ۳–۲   | دوستانه                       |
| ۲     | ۱ ژوئن ۲۰۱۸    | نیس    | ۱۱       | ایتالیا  | ۳–۱   | دوستانه                       |
| ۳     | ۲۸ مارس ۲۰۲۱   | آستانه | ۲۳       | قزاقستان | ۲–۰   | مقدماتی جام جهانی ۲۰۲۲        |
| ۴     | ۲ ژوئن ۲۰۲۱    | نیس    | ۲۴       | ولز      | ۳–۰   | دوستانه                       |
| ۵     | ۱۸ نوامبر ۲۰۲۳ | نیس    | ۴۱       | جبل طارق | ۱۴–۰  | مقدماتی جام ملت‌های اروپا ۲۰۲۴ |